# Otokar Hořínek
Otokar Hořínek (12. května 1929, Prostějov – 8. června 2015, Prostějov) byl český a československý olympionik, sportovní střelec.
Získal stříbrnou medaili na olympiádě 1956 v Melbourne ve střelbě libovolnou malorážkou. Zúčastnil se i soutěže ve střelbě malorážkou vleže, kde obsadil 4. místo. Na olympiádě 1960 v Římě absolvoval tyto dvě disciplíny opět a obsadil 10. a 28. místo.
Získal 17 titulů mistra Československa a vytvořil 9 československých rekordů.